# Ichirō Suzuki
Ichirō Suzuki (jap. 鈴木一朗 Suzuki Ichirō; ur. 22 października 1973) – japoński baseballista, który występował na pozycji zapolowego.

## Przebieg kariery
Zawodową karierę rozpoczął w klubie Orix BlueWave, występującym w Nippon Professional Baseball. W Japonii grał przez dziewięć sezonów. Będąc zawodnikiem BlueWave siedem razy wystąpił w Meczu Gwiazd NPB, trzykrotnie wybrano go MVP Pacific League oraz siedmiokrotnie otrzymał nagrodę Złotej Rękawicy. W listopadzie 2000 roku podpisał kontrakt z Seattle Mariners.
W Major League Baseball zadebiutował 2 kwietnia 2001 w meczu przeciwko Oakland Athletics, w którym zaliczył dwa uderzenia. W sezonie 2001 zwyciężył w American League w klasyfikacji średniej uderzeń (0,350), poza tym miał najwięcej uderzeń (250) oraz skradzionych baz (56) i został wybrany MVP American League oraz otrzymał nagrodę MLB Rookie of the Year Award dla najlepszego debiutanta; przed nim najlepszym debiutantem i najbardziej wartościowym zawodnikiem w jednym sezonie był Fred Lynn z Boston Red Sox w 1975. W tym samym roku wystąpił po raz pierwszy w swojej karierze w Meczu Gwiazd MLB. W 2004 ponownie był najlepszy w średniej uderzeń w American League (0,372) i ustanowił rekord MLB w liczbie uderzeń (262) w jednym sezonie.
W 2006 roku wystąpił w drużynie narodowej Japonii w turnieju World Baseball Classic, na którym zdobył złoty medal.
10 lipca 2007 został pierwszym w historii Meczu Gwiazd zawodnikiem, który zdobył inside-the-park home run. W tym samym roku podpisał nowy pięcioletni kontrakt z Mariners. Dwa lata później wystąpił ponownie w turnieju World Baseball Classic, na którym baseballowa reprezentacja Japonii również zajęła 1. miejsce. Będąc zawodnikiem Seattle Mariners w latach 2004 oraz 2006–2010 zwyciężał w klasyfikacji pod względem zdobytych uderzeń w American League. 2 kwietnia 2011 zdobył 2248. uderzenie bijąc tym samym klubowy rekord.
W lipcu 2012 w ramach wymiany przeszedł do New York Yankees. W październiku 2012 stał się wolnym agentem. W grudniu 2012 podpisał nowy, dwuletni kontrakt z Yankees wart 13 milionów dolarów. 21 sierpnia 2013 w meczu przeciwko Toronto Blue Jays na Yankee Stadium, jako trzeci zawodnik w historii baseballowych lig zawodowych, zaliczył 4000. uderzenie w karierze.
W styczniu 2015 jako wolny agent podpisał roczny kontrakt z Miami Marlins. 15 czerwca 2016 w wyjazdowym meczu z San Diego Padres zaliczając 4257. odbicie w swojej zawodowej karierze i wyprzedzając w tej klasyfikacji Pete'a Rose'a, został najlepszym uderzającym w historii baseballowych lig zawodowych. 7 sierpnia 2016 w meczu z Colorado Rockies rozegranym na Coors Field, został 30. zawodnikiem w historii MLB, który osiągnął pułap 3000 uderzeń.
25 czerwca 2017 w meczu przeciwko Chicago Cubs został najstarszym zawodnikiem od 1900 roku, który zagrał w wyjściowym składzie na pozycji środkowozapolowego. Dokonał tego mając 43 lata i 246 dni.
7 marca 2018 podpisał roczny kontrakt ze Seattle Mariners. 3 maja 2018 postanowił zakończyć zawodniczą karierę.

## Nagrody i wyróżnienia
| Nippon Professional Baseball | Nippon Professional Baseball                               | Nippon Professional Baseball |
| ---------------------------- | ---------------------------------------------------------- | ---------------------------- |
| Nagroda/wyróżnienie          | Lata                                                       | Źródło                       |
| 3× MVP Pacific League        | 1994, 1995, 1996                                           | [ 4 ]                        |
| 7× All-Star                  | 1994, 1995, 1996, 1997, 1998, 1999, 2000                   | [ 3 ]                        |
| 7× Mitsui Golden Glove Award | 2001, 2002, 2003, 2004, 2005, 2006, 2007, 2008, 2009, 2010 | [ 2 ]                        |
| Zwycięzca w Japan Series     | 1996                                                       | [ 3 ]                        |
| 7× Best Nine Award           | 1994, 1995, 1996, 1997, 1998, 1999, 2000                   | [ 3 ]                        |
| Major League Baseball        |                                                            |                              |
| Nagroda/wyróżnienie          | Lata                                                       | Źródło                       |
| MVP American League          | 2001                                                       | [ 7 ]                        |
| 10× All-Star                 | 2001, 2002, 2003, 2004, 2005, 2006, 2007, 2008, 2009, 2010 | [ 24 ]                       |
| All-Star Game MVP            | 2007                                                       | [ 25 ]                       |
| 10× Gold Glove Award         | 2001, 2002, 2003, 2004, 2005, 2006, 2007, 2008, 2009, 2010 | [ 26 ]                       |
| 3× Silver Slugger Award      | 2001, 2007, 2009                                           | [ 27 ]                       |
| AL Rookie of the Year Award  | 2001                                                       | [ 7 ]                        |